# احمد زاپا
احمد زاپا (انگلیسی: Ahmet Zappa؛ زادهٔ ۱۵ مهٔ ۱۹۷۴) موسیقی‌دان، هنرپیشه، نویسنده و تهیه‌کننده فیلم اهل ایالات متحده آمریکا است.
از فیلم‌ها یا برنامه‌های تلویزیونی که وی در آن نقش داشته‌است می‌توان به جک فراست، ولوم را بالا ببرید، کودکان ذرت ۵: زمین‌های وحشت اشاره کرد.